# Der Mensch Bill Gates
Der Mensch Bill Gates (Originaltitel: Inside Bill’s Brain: Decoding Bill Gates) ist eine dreiteilige US-amerikanische Dokumentarfilmreihe des Streamingdienstes Netflix, die am 20. September 2019 veröffentlicht wurde. Die Reihe beschäftigt sich mit Microsoft-Gründer Bill Gates und dessen mit seiner Frau Melinda ins Leben gerufenen Bill & Melinda Gates Foundation.

## Inhalt
Die  dreiteilige Dokumentarfilmreihe zeigt das Wirken des Ehepaar Gates mit ihrer Stiftung. So gibt es Ansätze, die hygienischen Zustände in Entwicklungsländern zu verbessern, zum Beispiel durch eine Toilette, die keine Kanalisation voraussetzt, oder eine autark arbeitende Kläranlage, die aus Klärschlamm Trinkwasser erzeugt. Ziel ist es, die Zahl von tödlichen Durchfallerkrankungen für Kinder zu verringern und der Bevölkerung Zugang zu sauberem Trinkwasser zu ermöglichen. Ebenso wird der Einsatz in afrikanischen Ländern gezeigt, in denen die Durchimpfung gegen Polio vorangetrieben wird.
Zugleich beschäftigt sich die Dokumentarfilmreihe auch mit Bill Gates selbst, seinem Aufstieg in der IT-Branche und mit dem Ehepaar Gates. Thematisiert werden dabei auch umstrittene Abschnitte wie der Browserkrieg gegen Netscape in den 1990er-Jahren oder das Engagement in die Forschung und Entwicklung von Laufwellen-Kernreaktoren von Gates’ 2006 gegründeter Firma TerraPower.